# Per Andersson (ekonom)
Per Andersson, född 1957, är en svensk ekonom och professor i marknadsföring.
Andersson har ekonomexamen och doktorsexamen från Handelshögskolan i Stockholm. Han disputerade i marknadsföring 1996. Han blev forskarassistent 2000 och docent 2003 vid högskolan. Andersson blev direktör för Center for Information and Communications Research (CIC) vid Handelshögskolan 2003. Han är professor i marknadsföring vid högskolan sedan 2008. Anderssons forskning är inriktad på sektorn för informations- och kommunikationsteknologi, med särskilt fokus på mobiltelefonisektorn.
Andersson erhöll Söderbergska handelspriset 2003 för sin forskning om distribution och marknadsföring.